# Rhodobryum roseum
Rhodobryum roseum là một loài Rêu trong họ Bryaceae. Loài này được (Hedw.) Limpr. miêu tả khoa học đầu tiên năm 1892.

## Hình ảnh

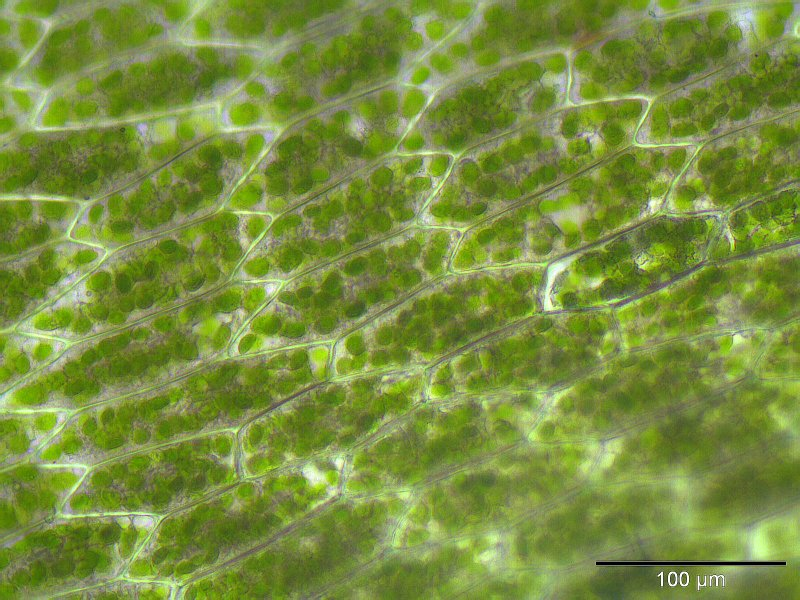
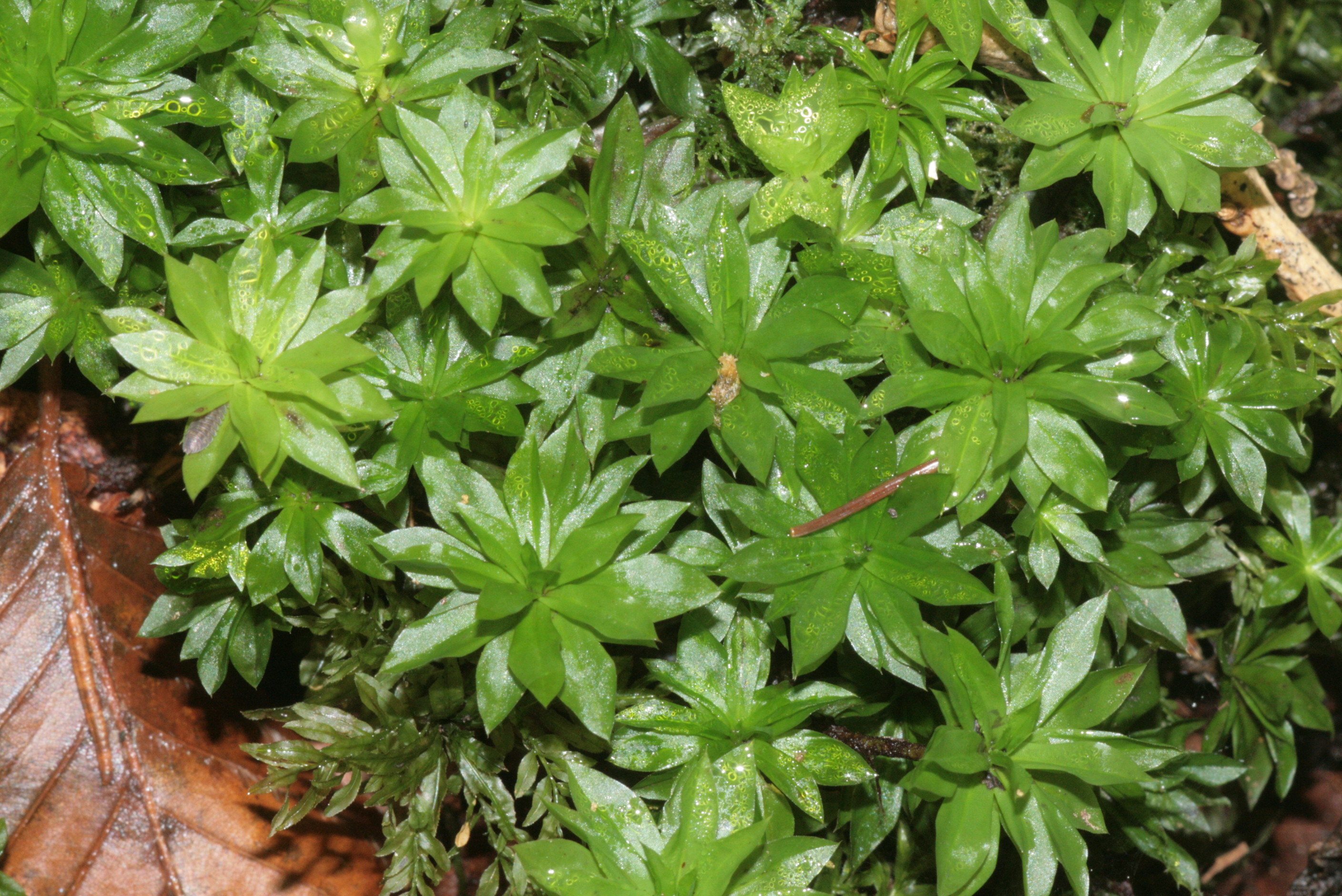
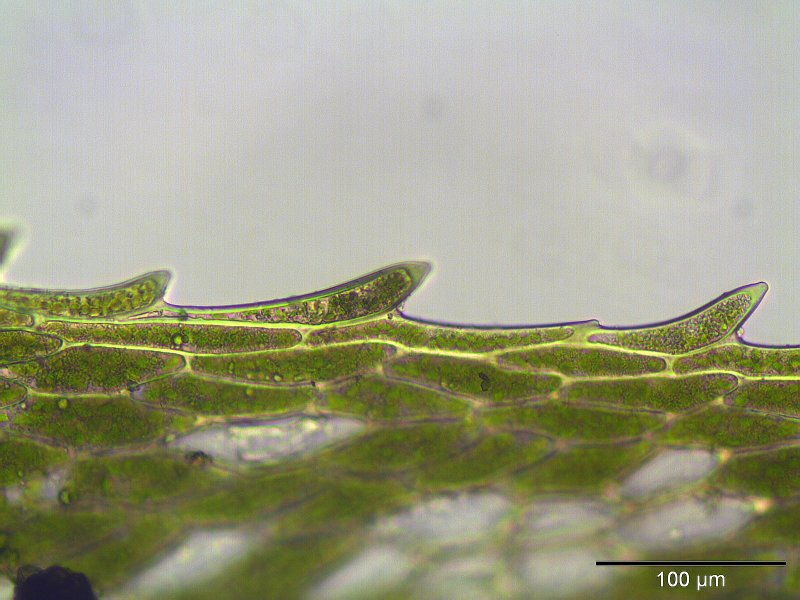
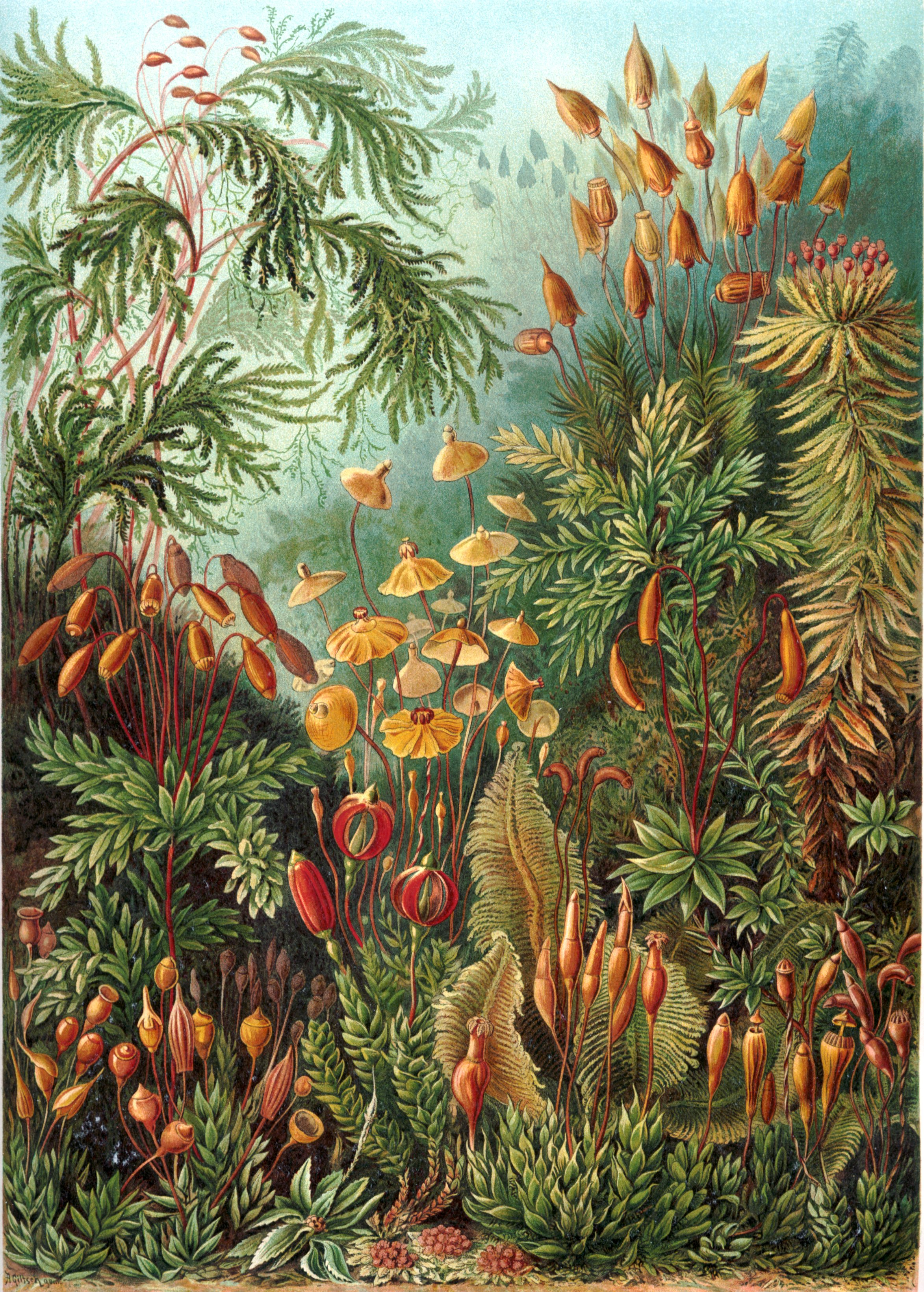